# Infinito (canal de televisão)
Infinito foi um canal de documentários de investigação, que revela os territórios menos explorados do conhecimento, apresentando uma programação variada, com temáticas associadas a factos inexplicáveis, criminologia, realidades alternativas, esoterismo e espiritualidade abordadas através de uma perspectiva inovadora.
Era transmitido em Portugal pela TV Cabo Portugal desde 2006 até à tarde do dia 1 de abril de 2009. No Brasil foi retirado do line-up da DIRECTV em 1 de janeiro de 2006. No Brasil em outubro de 2003, o Canal Infinito foi transmitido pela Rede NGT, canal 48 - UHF São Paulo.
Com poucas vendas publicitárias no Brasil o canal deverá ser direcionado para toda a América Latina, fazendo com que o canal no país receba o sinal de todo o continente.
No dia 15 de novembro de 2012, o Infinito deixou na CaboTelecom. No dia 16 de novembro, Nossa TV retirou o canal, e foi substítuido pelo canal Space. No dia 17 de novembro é a vez de sair na operadora é a Viamax e entrar o TruTV. No dia 19 de novembro, deixou de transmitir na TVN, junto com Esporte Interativo e Euronews. No dia 30 de novembro, saiu na TCM e na NET (Analógico). Em 3 de dezembro, RCA (Parnavaí) foi substítuido pelo TruTV e no dia 17 de dezembro é a vez de substituir o canal pelo Tooncast na Vivo TV e pelo I.Sat na Oi TV. Em fevereiro de 2013, a última operadora, Sim TV, retirou o canal. Por isso, o Infinito foi extinto oficialmente no Brasil.
O canal foi descontinuado na América Latina no dia 17 de março de 2015, sendo Operation: Repo seu último programa a ser transmitido, e foi substituído pelo canal TNT Séries.